# Kaplica Podwyższenia Krzyża Świętego w Starościnie
Kaplica Podwyższenia Krzyża Świętego – rzymskokatolicka kaplica cmentarna w Starościnie. Budynek należy do parafii Narodzenia Najświętszej Maryi Panny w Siemysłowie w dekanacie Namysłów wschód, archidiecezji wrocławskiej.